# Kurarua longula
Kurarua longula är en skalbaggsart som beskrevs av Holzschuh 1999. Kurarua longula ingår i släktet Kurarua och familjen långhorningar. Inga underarter finns listade i Catalogue of Life.